# فرناندو دي نابولي
فرناندو دي نابولي (Fernando De Napoli)، (كيوزانو دي سان دومينيكو بمقاطعة أفيلينو، 15 مارس 1964) ، لاعب كرة قدم إيطالي سابق.
لعب مع منتخب إيطاليا لكرة القدم.

## مسيرته الكروية
لعب فرناندو دي نابولي خلال مسيرته الاحترافية مع 5 أندية في خمسة عشر موسمًا وسجل خلالها 13 هدفًا ضمن 347 مباراة. ولم يفز بأي موسم بالكأس وفاز في أربعة مواسم بالدوري.
خاض فرناندو دي نابولي مسيرته مع نادي ريميني في موسم 1982–83 لمدة موسم واحد، مشاركًا في 31 مباراة سجل خلالها هدفين. ثم انتقل إلى نادي أفيلينو في موسم 1983–84 واستمر معه طيلة ثلاثة مواسم، حيث شارك في 73 مباراة سجل خلالها 3 أهداف. لينتقل بعدها إلى نادي نابولي في موسم 1986–87 ليلعب معه ستة مواسم، مشاركًا في 176 مباراة سجل خلالها 8 أهداف. ثم انتقل إلى نادي إيه سي ميلان في موسم 1992–93 ولمدة موسمين، مشاركًا في 9 مباريات ولم يسجل أي هدف. هذا وانتقل لاحقًا إلى نادي ريجيانا 1919 في موسم 1994–95 واستمر معه طيلة ثلاثة مواسم، مشاركًا في 58 مباراة ولم يسجل أي هدف أيضًا.

## روابط خارجية
- فرناندو دي نابولي على موقع الاتحاد الدولي (مؤرشف)  (الإنجليزية)
- فرناندو دي نابولي على موقع قاعدة بيانات كرة القدم.إي يو (الإنجليزية)
- فرناندو دي نابولي على موقع ناشيونال فوتبول تيمز (الإنجليزية)
- فرناندو دي نابولي على موقع عالم كرة القدم.نت (الإنجليزية)